# Navas de Jorquera
Navas de Jorquera er en by og kommune i det sydøstlige Spanien i provinsen Albacete. Den har et indbyggertal på 533 (2024) indbyggere.